# Carlos Jaramillo Schloss
Carlos Esteban Jaramillo Scholss (Bogotá) es un abogado comercialista y académico colombiano de ascendencia británica.
Jaramillo ha trabajado en el sector bancario, siendo superintendente bancario. También fue magistrado de la sala civil de la Corte Suprema de Justicia entre junio de 1988 y julio de 1999, y presidente de dicha corporación entre 1995 y 1996, siendo relevante su gestión por la aplicación de la extradición a miembros del Cartel de Cali y Medellín, la viabilidad de la Asamblea Nacional Constituyente de 1991, y los sucesos del Proceso 8000. En la actualidad se desempeña como árbitro en la Cámara de Comercio de Bogotá y como conjuez de la Corte Suprema desde 2000.